# 安德烈斯·曼努埃尔·洛佩斯·奥夫拉多尔
安德烈斯·曼努埃尔·洛佩斯·奥夫拉多尔（西班牙語：Andrés Manuel López Obrador，發音：[anˈdɾes maˈnwel ˈlopes oβɾaˈðoɾ] ⓘ；1953年11月13日—），墨西哥政治人物，名字常简写为「AMLO」，倡議左翼民粹主义和民族主义，曾三度参選总统，最終於2018年當選。
1976年他在墨西哥塔巴斯科州加入了革命制度党，开始了他的政治生涯。1989年他加入了民主革命党，并在1994年代表该党参选塔巴斯科州州长，他于1996-1999年担任民主革命党的党主席。2000年，他被选为墨西哥城市长。经常被描述为民粹主義者和民族主义者，被視為墨西哥相對重要的政治人物之一。
他于2005年辞去了墨西哥城市长之职来参选2006年墨西哥总统选举，结果以0.56%微弱差距败给了费利佩·卡尔德龙，他随后声称选举舞弊并拒绝接受选举结果，并在随后的数月中领导人民在改革大道和宪法广场上进行抗议活动。2012年，他再次作为民主革命党、劳动党和公民运动联盟的候选人参加总统选举，获得31.59%的选票，位居第二。他其后离开民主革命党，并加入了国家复兴运动。
洛佩斯·奥夫拉多尔再次代表我們一起創造歷史联盟参加2018年墨西哥大选。他的政綱包括提高对学生和老人的经济补贴、对一些毒贩进行特赦、让更多人去上公立大学、取消新墨西哥城國際機場计划、主张进行公投来终止墨西哥石油公司的垄断、刺激国家农业发展、将《北美自由贸易协议》的再谈判延迟至該年大选结束後、建造更多的石油精炼厂、增长公众消费、减少政治人物的薪俸和补贴和提议将政府部门由首都迁至地方等政見。最终他在此次大选中获得了胜利，得到了53.19%的支持率，是自1988年首位總統獲得過半的得票率，他領導的政黨国家复兴运动和我們一起創造歷史联盟也在國會選舉中勝出，取得完全執政地位。

## 个人生活及所受教育
洛佩斯·奥夫拉多尔于1953年11月13日出生在塔巴斯科州的马库斯帕纳自治市的小村庄特佩蒂坦。他的父母经商，他是家中的長子。他的弟妹有何塞·拉蒙（José Ramón）、何塞·拉米罗（José Ramiro）、佩德羅·阿圖羅（Pedro Arturo）、皮奧·洛伦索（Pío Lorenzo）、坎德拉里亚·比阿特丽斯（Candelaria Beatriz）与马丁·赫苏斯（Martín Jesús）。他的外公何塞·奥夫拉多尔·雷韦尔塔（José Obrador Revuelta）在20世纪30年代離開西班牙坎塔布里亚安普埃罗，流亡至墨西哥。

### 早年生活及所受教育
他就读的小学为以同名诗人命名的马科斯·E·贝塞拉学校，这是当地唯一的学校。放學後他便在客栈（La Posadita）商店帮他父母打理店鋪。他在馬庫斯帕念初中，但因搬家而在比亚埃尔莫萨念完初中。1969年6月8日，当他15岁时，他的弟弟何塞·拉蒙·洛佩斯·奥夫拉多尔头部中枪而死。据豪尔赫·塞佩达·帕特森的《叹息2018》（Los Suspirantes 2018），何塞·拉蒙是在玩手枪时不小心击中自己头部的。而在塔巴斯科州的一份叫新课程（Rumbo Nuevo）的报纸中则说兄弟两人当时在一起玩手枪时，洛佩斯·奥夫拉多尔不小心打中了自己的弟弟。据塞佩达·帕特森所说，洛佩斯·奥夫拉多尔在那场意外後变得“沉默寡言，更为深思熟虑了”。洛佩斯·奥夫拉多尔继续念高中，19岁时去往墨西哥城念墨西哥国立自治大学。
他于1973-1976年间于墨西哥国立自治大学学习政治学与公共管理课程。在革命制度党内和塔巴斯科州政府中工作後他仍回到学校完成他的学业。1987年，在他的论文1821-1867年间的墨西哥之改革进程（Proceso de formación del estado nacional en México 1821-1867）完成后，他拿到了政治学与公共管理课程的学位。
在念大学期间，他居住在墨西哥城格雷罗地区比奧蕾塔街的塔巴斯科州学生之家，资金由塔巴斯科州的州长马里奥·特鲁希略·加西亚提供。琼塔尔·玛雅的事情使两人产生了共鸣。在会谈结束之後，诗人卡洛斯·佩利塞尔邀请他参选1976年墨西哥大选的参议院选举。他的大学教授恩里克·冈萨雷斯·佩德雷罗也是一位令他投身政治的人物。

### 家庭与个人生活
1979年4月8日，他娶罗西奥·贝尔特兰·梅迪纳为妻。他们育得3个儿子：何塞·拉蒙·洛佩斯·贝尔特兰（1982年出生）、安德烈斯·曼努埃尔·洛佩斯·贝尔特兰（1987年出生）和冈萨洛·阿方索·洛佩斯·贝尔特兰（1991年出生）。贝尔特兰·梅迪纳受全身性紅斑狼瘡困扰多年，最终于2003年1月12日死于全身性紅斑狼瘡导致的呼吸停止。
2006年10月16日他娶比阿特丽斯·古铁雷斯·米勒为妻，她是他担任墨西哥城市长时代的幕僚。他们育有一个儿子赫苏斯·埃内斯托·洛佩斯·古铁雷斯（2007年出生）。
一些人相信洛佩斯·奥夫拉多尔在首任妻子去世後改信新教，但他在一场电视专访中表示他是天主教徒。
洛佩斯·奥夫拉多尔有很多的绰号，包括El Molido、El Americano（美国人）、La Piedra（岩石）、El Comandante（长官），最为有名的绰号是El Peje，来源于塔巴斯科的名产鱼pejelagarto。
作为一个棒球球迷，他表示自己最喜欢的球队是聖路易紅雀。
洛佩斯·奥夫拉多尔於2021年1月和2022年1月兩次感染2019冠狀病毒病病毒。

## 早期政治生涯
革命制度党（PRI）的一员
洛佩斯·奥夫拉多尔于1976年加入了革命制度党来支持卡洛斯·佩利塞参加塔巴斯科州的参议院选举。一年後，他参与塔巴斯科本土人协会。1984年，他搬到墨西哥城居住，在隶属政府的国立消费者协会工作。
民主革命党（PRD）的一员
洛佩斯·奥夫拉多尔于1988年辞去塔巴斯科州政府中的职位，加入新的政党，其领导人为夸特莫克·卡德纳斯。此政党为国家民主前线，后来成为了民主革命党（PRD）。
1994年，他参加塔巴斯科州的选举，但在一场备受争议的选举中败给革命制度党的参选人罗伯托·马德拉索。1996年，洛佩斯·奥夫拉多尔在封锁墨西哥石油公司的油井以捍衛受污染影響的当地原住民的权利時與警方起冲突，淌血的他出现在电视上，受到全国关注。
1996年8月2日至1999年4月10日，他担任民主革命党的主席。

## 墨西哥城市长时代（2000-2005）

### 选举
2000年1月2日，洛佩斯·奥夫拉多尔当选为墨西哥城市长，得票率为38.3%。擔任五年一任任期，其政績為他之後參選總統打下基礎。

### 政治议程

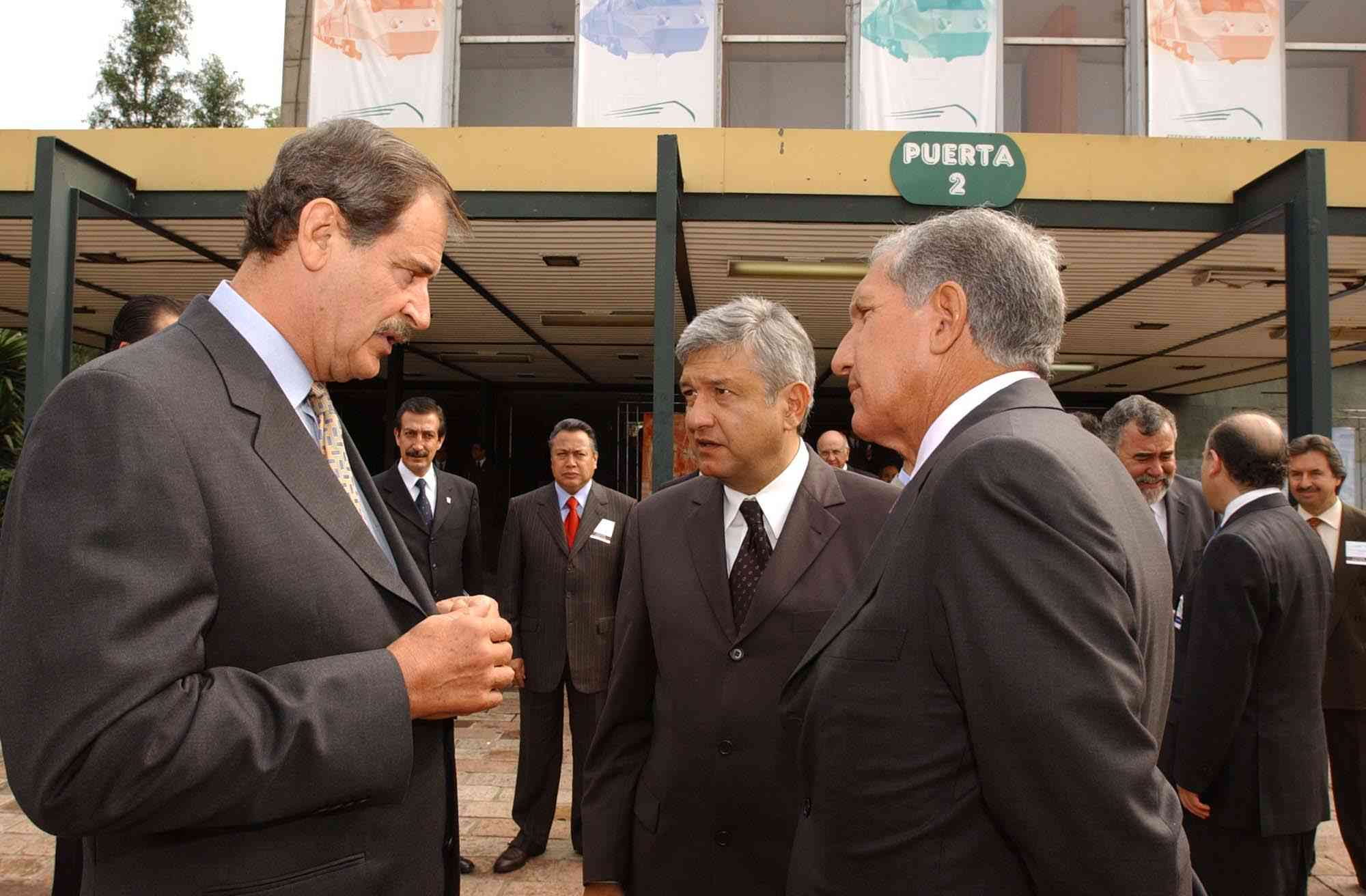
洛佩斯·奥夫拉多尔（中间者）与时任总统的比森特·福克斯·克萨达（左）和时任墨西哥州州长的阿图罗·蒙铁尔（右），摄于2003年6月

作为一个市长，洛佩斯·奥夫拉多尔执行了多种计划，包括增加经济援助来帮助墨西哥城的弱势群体（单亲妈妈、青少年、患者等）。他也帮助建成了30年来墨西哥城的第一所新大学墨西哥城自治大学。
洛佩斯·奥夫拉多尔请前纽约市市长魯迪·朱利安尼来建立零容忍政策以减少墨西哥城的犯罪率。
他主导了墨西哥历史中心的修复，他和墨西哥城出生的卡洛斯·斯利姆一起合作重建墨西哥历史中心，吸引了众多的观光客。
洛佩斯·奥夫拉多尔用财政政策来鼓励私人机构投资房屋。他修正税收政策。在他的任期内，更多的住宅被兴建起来。
为了加速墨西哥城的两条主要的交通要道Periférico和Viaducto的流通速度，洛佩斯·奥夫拉多尔新建多层通道。这促进了流通速度，但范围不大。一条巴士快速交通系统Mexico City Metrobús在起义者大道下被建起。

### 法律和政治争议
2004年11月，国家执法机关在特拉瓦克做暗中调查并被动用私刑，此事件使洛佩斯·奥夫拉多尔的声誉受损。墨西哥城的警方营救了一名特工，但警方首长马塞洛·埃布拉德和国家公共安全部长拉蒙·马丁·韦尔塔都被指控没有在第一时间下令营救。洛佩斯·奥夫拉多尔的市府秘书亚历杭德罗·恩西纳斯·罗德里格斯宣称私刑也是一种传统。在深入调查之后，洛佩斯·奥夫拉多尔对埃布拉德表示信任。之后，拉蒙·马丁·韦尔塔继续担任国家公共安全部长直至他的意外死亡。洛佩斯·奥夫拉多尔任命埃布拉德为社会发展部秘书长，并支持他的选举。

### 公众形象

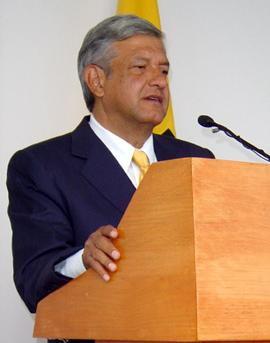
洛佩斯·奥夫拉多尔于2005年10月的一场演讲

在担任市长期间，洛佩斯·奥夫拉多尔成为了墨西哥最著名的政治人物之一。在他辞职离开时，他得到了84%的支持率。Reforma的一篇报道称，洛佩斯·奥夫拉多尔完成了他在竞选期间承诺的80%。他是2004年度世界市长的第二名，第一名为时任地拉那市长的埃迪·拉马，此人后来成为了阿尔巴尼亚总理。

## 2006年和2012年的总统大选活动

### 2006年总统大选
2005年9月，洛佩斯·奥夫拉多尔在民主革命党内获得90%的支持率，于是夸特莫克·卡德纳斯宣布退出竞争，使洛佩斯·奥夫拉多尔成为了2006年墨西哥总统大选的参选人。
直到2006年3月他都在大多數总统选举民意調查中領先，然而自4月下旬开始的民调显示他的支持率开始下滑。
洛佩斯被一些左翼政治人物和分析家批评，指责他的团队有许多革命制度党的前成员，而这些人曾在20世纪80年代至90年代间强烈反对民主革命党。批评他的人有阿图罗·努涅斯·希门尼斯、曼努埃尔·卡马乔·索利斯和马塞洛·埃布拉德。萨帕塔民族解放军 (EZLN)的領導人副司令馬科斯公开表示洛佩斯·奥夫拉多尔是个虚伪的左翼参选人，表示他其实是个中間派。民主革命党的元老夸特莫克·卡德纳斯并没有参与任何选举活动，但他表示他会支持自己的党。
分析家們對洛佩斯提出的「50条承诺」意見不一。《华盛顿邮报》认为洛佩斯的「50条承诺」的灵感来自于第32任美国总统富兰克林·罗斯福。
5月19日，革命制度党的参选人罗伯托·马德拉索表示愿意与洛佩斯结盟来阻止费利佩·卡尔德龙当选。民主革命党表示两党已进行信息交换。加上革命制度党的重要成员曼努埃尔·巴特利特表示要投给洛佩斯，让媒体认为两党真的已经结盟。
5月28日，洛佩斯表示两党无法达成共识，否认结盟，马德拉索表示他的言论被人们误解，并说他不会退选也不会支持其他任何参选人。2006年7月6日，费利佩·卡尔德龙以不足百分之一的些微优势领先洛佩斯。洛佩斯和他的支持者认为选举中有大量的舞弊行为，要求全国范围重新验票。2006年7月8日，洛佩斯呼吁进行全国范围的抗议活动，要求重新验票，他说“政府需要为这场差距如此之小的选举结果而引起的一切人们的怒火负起责任。”

#### 选举结果
| 参选人                            | 参选人               | 照片     | 所属政党               | 得票数     | %       |
| --------------------------------- | -------------------- | -------- | ---------------------- | ---------- | ------- |
|                                   | 费利佩·卡尔德龙      |          | 國家行動黨             | 15,000,284 | 35.89%  |
|                                   | 洛佩斯·奥夫拉多尔    |          | 共利联盟 (PRD, PT, CV) | 14,756,350 | 35.31%  |
|                                   | 罗伯托·马德拉索      |          | 墨西哥同盟 (PRI, PVEM) | 9,301,441  | 22.26%  |
|                                   | 帕特里夏·梅尔卡多    |          | 墨西哥社会民主党       | 1,128,850  | 2.70%   |
|                                   | 罗伯托·坎帕·西夫里安 |          | 新联盟党               | 401,804    | 0.96%   |
|                                   | 手写选票             | 手写选票 |                        | 297,989    | 0.71%   |
|                                   | 废票                 | 废票     |                        | 904,604    | 2.16%   |
| 总计                              | 总计                 | 总计     |                        | 41,791,322 | 100.00% |
| 来源：Instituto Federal Electoral |                      |          |                        |            |         |

2006年7月6日，国家选举委员会（IFE）宣称2006年墨西哥大选的结果为费利佩·卡尔德龙获胜，两者差距仅有0.56%。洛佩斯拒绝接受结果，并发动多起抗议活动。然而2006年9月5日，国家选举法庭 (TEPJF)裁决选举结果是公正的，费利佩·卡尔德龙将成为下一任的总统。
洛佩斯与他的同僚做出数份论据：(a) 总统比森特·福克斯·克萨达、CCE和其他组织非法介入选举之中——而这是选举法所严厉禁止的，因此本方有理由认为此次选举结果无效；(b) 选票是在7月2日及之後被虚伪地计算的；(c) 前后矛盾的报道、非法的操纵选举和非法计票方法都显示选举结果是无效的。
一些媒体认为洛佩斯和他的团队没能够提出足够的证据来证明此次选举舞弊。其他的媒体则认为洛佩斯的确提出了足够的证据，但是法庭的裁决并不公正。
法庭确实发现时任总统比森特·福克斯·克萨达与财团CCE非法介入了选举活动之中。然而国家选举法庭 (TEPJF)认为想要精确地算出非法介入所带来的影响票数是无法做到的，唯有认定比森特·福克斯·克萨达总统的介入所带来的差异并不明显。法庭也表示它无法计算出CCE的介入所带来的影响。
因此，法庭认定两者的介入都不足以来裁决选举结果无效。
洛佩斯和他的团队在多个投票站声称选举结果并不公正并要求国家重新计算票数。最终国家选举法庭 (TEPJF)在全体成员一致同意的情况下，重新审查了大约9%的选票。高级法院随后裁决选举结果有效。

裁决结果出来後，洛佩斯的支持者们称他为“合法总统”，在宪法广场为他举行就职典礼，甚至还组建了一个政府。
“这就是洛佩斯·奥夫拉多尔呼吁的精髓：人民对他近乎疯狂的信任，一部分人可以被称为“救世主妄想（messiah complex）。” 但也正是这个承诺—一旦他掌权後便会成为合法之事—批评家们称之为他悲剧性的落选。” – 《大西洋》，2017年11月1日

#### 选後抗议
洛佩斯在选举开票当晚向他的支持者们宣布了他的胜利，因当时开出的票中他获得了500000张票。他当时并没有引用任何民调数据，之後他参照了Covarrubias和IMO的数据。数日後，国家选举委员会公布了选举的最终结果，他以0.58%（约243000张选票）之差败选。洛佩斯随后提出了法律仲裁，声称54%的投票站中出现了舞弊行为，并且公开要求所有投票站要“一张张地”重新计票。国家选举法庭 (TEPJF)受理了此案件，最终驳回了他的要求。
正当选举结果出现争议之时，IFE要求参选人在最终结果出来之前要克制自己，不要公开宣称自己胜选。两位参选人都没有遵守这个要求。在接受美国一家西班牙语电视台Univisión的採访时，洛佩斯宣称自己是“墨西哥总统”。
洛佩斯在墨西哥城市区多次召集人民集会，要求“一张张地”重新计票。7月31日，他计划封锁墨西哥城的重要道路改革大道中长达12千米的地区，包括墨西哥證券交易所和许多的酒店。财团表示这次事件使受到波及的企业们受到约350,000,000比索的损失。为了弥补这一损失，财团要求墨西哥城市府不向他们收取当年的税收。

### 自稱“合法总统”

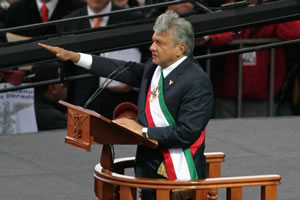
洛佩斯·奥夫拉多尔被他的支持者称为“合法总统”，摄于2006年11月。

2006年11月20日，在墨西哥革命爆发的纪念日上，洛佩斯·奥夫拉多尔的支持者们在墨西哥城宪法广场的一场集会上宣布他为“合法总统”。人们在另一场叫做“全国民主会议”上计划了这场行动，并授予他称号。在会议上，洛佩斯呼吁建立起政府和影子内阁。他同时也提倡废除或对一些他认为腐败的机构进行改革，号召修宪来确保这些机构是“为人民服务的”，他还呼吁提供给老人等弱势群体福利及援助。
在他的支持者公开宣布他为“合法的墨西哥总统”之後，洛佩斯建立了“指责内阁（Cabinet of Denunciation）”来抗衡当选者费利佩·卡尔德龙的一举一动。他期望这个“影子内阁”能给政府带来压力以促使政府让步。在内阁成立仪式上，洛佩斯发誓“还民幸福”，同时宣布了“政府的20条行动”，例如促进政府部门革新、确保信息公开和要求媒体开放沟通渠道等。
数日後，洛佩斯·奥夫拉多尔宣布他的月薪为5万比索，工资来源于捐款。

#### 公众反应
公众对此事的反应迅速扩大。《国家报》认为洛佩斯·奥夫拉多尔“缺乏法律意识，对墨西哥的和平构成了严重威胁。”在事态严重化之后，革命制度党发布声明指这场行动并非是犯罪。墨西哥前总统埃內斯托·塞迪略的参谋长列瓦诺·萨恩斯表示洛佩斯·奥夫拉多尔“将会成为这个国家的良心，而这将对墨西哥的民主制度作出巨大贡献”。科阿韦拉州首府萨尔蒂约的罗马天主教主教何塞·拉乌尔·贝拉·洛佩斯宣称这所谓的“合法总统”现象是“对国家现状不满”的表现。
改革集团做的一份民调显示有56%的民众并不支持洛佩斯·奥夫拉多尔的做法，而仅有19%的民众支持他的做法。63%的民众认为他已经失去了人民对他的信任。民调也显示82%的人认为时下墨西哥的政治气氛是“紧张的”，而其中的45%认为这一现象是民主革命党导致的，只有20%的人认为这是国家行动党的错，另有25%认为两党都有错。这份民调做于11月18日，受访者为850名成年人，置信区间为95%，误差范围为+/-3.4%。因為執政黨在國會並無多數優勢，新總統费利佩·卡尔德龙在上任初期作出了让步。

#### 对2008年民主革命党党内选举的影响
2008年，民主革命党举行党内选举。洛佩斯·奥夫拉多尔的候选人亚历杭德罗·恩西纳斯·罗德里格斯遭到了赫苏斯·奥尔特加的反对。两派的造假指控拖慢了选举进度，也使外界怀疑这场选举的合法性。媒体评论称当洛佩斯在2006年大选时大喊“虚假”、“非法”、“腐败”之辞时，没有想到同样的话语也出现在了2008年民主革命党的党内选举中。许多人认为无论结果如何，恐怕都会出现一个“合法”和一个“非法”的党主席。

#### 占领国会
FAP、民主革命党、劳动党等党的國會議員在与政府商讨能源政策无果後，于2008年4月10日占领了国会，并宣称政府的做法违宪。洛佩斯·奥夫拉多尔的支持者们占领了国会的房间并上锁禁止他人进入。桌椅被用来当做路障。洛佩斯要求针对能源政策问题开展时长4个月的辩论。

### 2012年总统大选

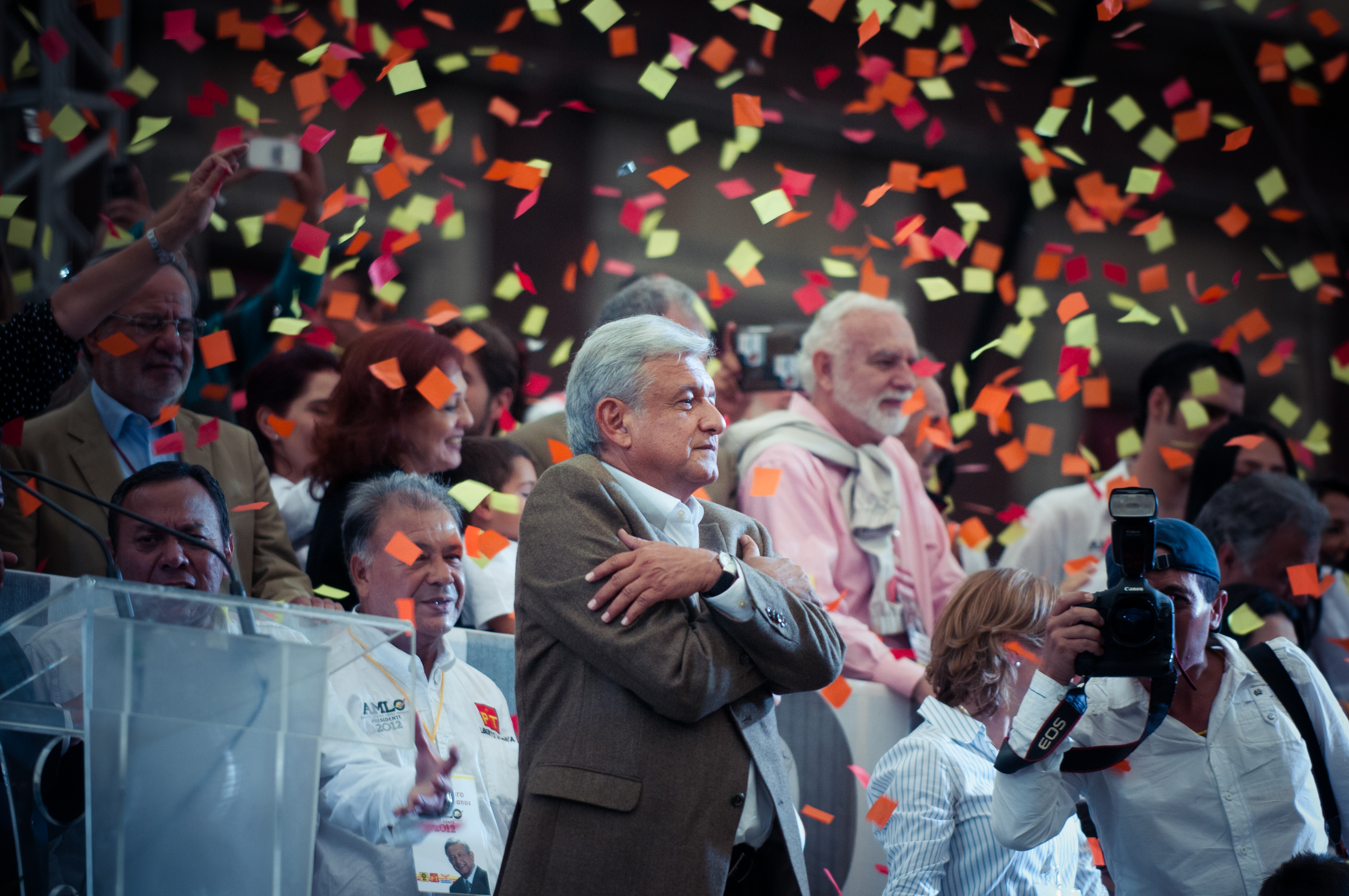
洛佩斯·奥夫拉多尔於宪法广场，摄于2012年

2012年，洛佩斯·奥夫拉多尔再次代表民主革命党参选2012年墨西哥大选。

#### 经济提议
2011年11月，他提出了一些自己的经济政策见解：
- 创造工作岗位。每年需要1.2百万个工作岗位。
- 节俭。减少政府机关人员的薪水和不必要的开支，一年约可节省30百万美元。
- 财政改革。底薪者应交更少的税。
- 不加新税。他计划终结财政特权。
- 竞争。终结垄断。任何私人公民都可参与媒体、电视、电话。

#### 内阁名单

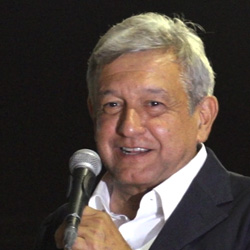
2012年5月19日于墨西哥州特斯科科

洛佩斯·奥夫拉多尔在竞选期间提出了一份预想的内阁名单。
- 内政部长：马塞洛·埃布拉德
- 财务部长：罗赫略·拉米雷斯·德拉奥（英语：Rogelio Ramírez de la O）
- 教育部长：胡安·拉蒙·德拉富恩特（英语：Juan Ramón de la Fuente）
- 环境部长：克劳迪娅·辛鲍姆
- 交通运输部长：哈维尔·希门尼斯·埃斯普里乌（英语：Javier Jiménez Espriú）
- 经济发展部长：费尔南多·图尔纳（Fernando Turner）
- 能源部长：阿道弗·埃尔蒙德·洛佩斯（Adolfo Hellmund López）
- 文化部长：埃莱娜·波尼亚托夫斯卡
- 科技部长：勒内·德鲁克-科林（英语：René Drucker Colín）
- 外交部长：埃克托尔·巴斯孔塞洛斯（英语：Héctor Vasconcelos）

#### 选举结果
| 政党/ 政党联盟 | 政党/ 政党联盟                                    | 候选人       | 候选人                 | 得票数     | 得票率 |
| --- | ------------------------------------------------- | ------------ | ---------------------- | ---------- | ------ |
| | 墨西哥承诺 （革命制度党、绿色生态党）             |              | 培尼亚·涅托            | 19,225,745 | 38.21% |
| | 进步运动 （民主革命党、劳动党（工党）、公民运动） |              | 洛佩斯·奥夫拉多尔      | 15,896,539 | 31.59% |
| | 国家行动党                                        |              | 何塞菲娜·巴斯克斯·莫塔 | 12,785,728 | 25.41% |
| | 新联盟党                                          |              | 加布里埃尔·夸德里      | 1,150,562  | 2.29%  |
| | 非注册候選人                                      | 非注册候選人 | 非注册候選人           | 30,895     | 0.06%  |
| | 空白票                                            | 空白票       | 空白票                 | 1,172,481  | 2.42%  |
| 总计 | 总计                                              | 总计         | 总计                   | 48,445,638 | 100%   |
| Fuente: PREP - Resultados preliminares a nivel nacional - Corte a las 18:11 horas (UTC-5), lunes 2 de julio de 2012 |                                                   |              |                        |            |        |

革命制度党的培尼亚·涅托赢得了选举，得到了38.2%的选票，而洛佩斯·奥夫拉多尔则得到了31.6%的选票。洛佩斯·奥夫拉多尔在开票初期拒绝接受选举结果，因为当时多数选票还没有清点完毕。
尔后，洛佩斯·奥夫拉多尔声称选举出现买票等舞弊行为，要求国家选举委员会（IFE）重新验票。
国家选举委员会（IFE）的确发现了舞弊行为，但于7月6日裁定选举结果不变。洛佩斯·奥夫拉多尔表示不会接受决定，并于7月12日提起诉讼，称选举中存在买票、舞弊、非法选举用金、票数造假等。但墨西哥国家选举法庭于8月30日驳回了他的上诉。

#### 培尼亚·涅托的买票争议
洛佩斯·奥夫拉多尔在一场新闻发布会上声称选举“充斥着舞弊”并指控革命制度党买票。他同时揭露革命制度党贿赂选民。Soriana是墨西哥一家类似于沃尔玛的连锁大商店，据说在2012年墨西哥大选中投给了革命制度党的人便可以享受优惠。然而革命制度党和Soriana都否认了这些指控，并威胁说要起诉洛佩斯·奥夫拉多尔。培尼亚·涅托发誓会将所有在选举中舞弊的人（包括革命制度党党员）关押起来。然而许多市民所拍摄的有关Soriana优惠券的视频却在Youtube上流传开来。

### 「国家复兴运动」的成立

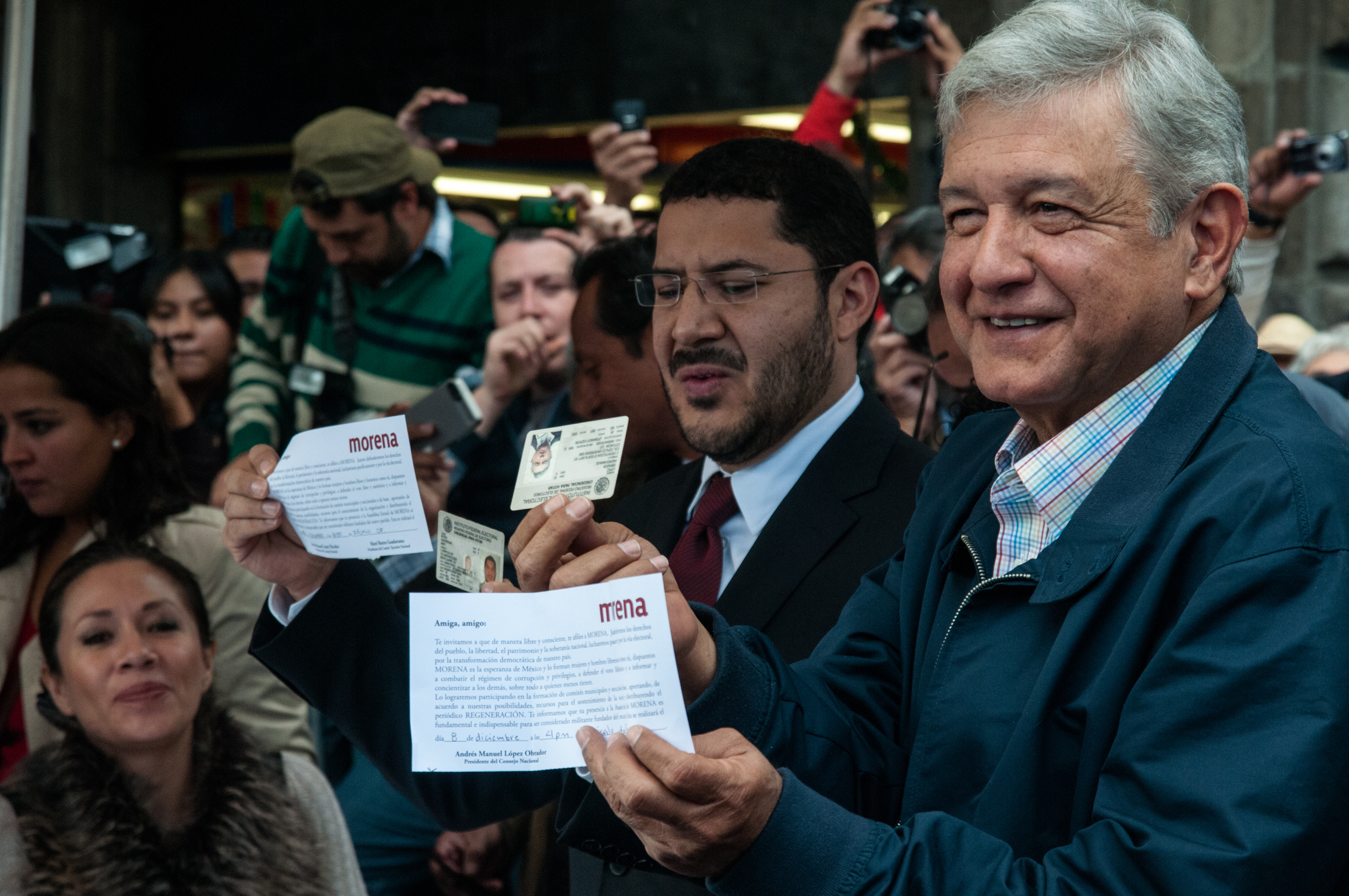
在注册完新的政党国家复兴运动后，洛佩斯·奥夫拉多尔（右）与Martí Batres （中间者）手握选举证

2012年9月9日，洛佩斯·奥夫拉多尔在墨西哥城宪法广场上召开集会并表示自己将“在最好的时期”退出民主革命党，同时也将终止与劳动党和公民运动的合作。他也表示他在专注于创立新政党国家复兴运动。数日后，里卡多·蒙雷亚尔表示这是“便利的离婚”，为了避免国家内部的极端对立，洛佩斯·奥夫拉多尔做了最负责任的事情。据民调显示，大多数墨西哥民众对国家复兴运动这一政党的建立持有负面态度。2014年1月7日，时任党主席Martí Batres向INE提交文件注册国家复兴运动作为一个正式的政党。2014年，洛佩斯·奥夫拉多尔解释了他离开民主革命党的原因：“因为民主革命党的领导人们背叛了人民，他们跟随了培尼亚·涅托。我不能待在一个同意增税、每月让汽油涨价的政党里。墨西哥人的汽油钱花得比美国的还要多，而墨西哥人的薪水却是整个北美洲里最低的。”在夸特莫克·卡德纳斯就他自行建党一事批评他之后，他于2014年7月7日在网络媒体上表示：“民主革命党的领导人们和多数的议员们同意增税和石油涨价，他们还同意石油企业私有化。”2014年7月10日，INE批准国家复兴运动正式成为政党并批准他们参选2015年墨西哥中期選舉。

## 2018年总统选举

### 第三次参选
洛佩斯·奥夫拉多尔参选2018年墨西哥大选。这次他代表我們一起創造歷史联盟。选前民调显示他大幅领先于其他几位参选人里卡多·阿纳亚、何塞·安东尼奥·梅亚德和海梅·罗德里格斯·卡尔德龙。

### 「我們一起創造歷史」联盟

我們一起創造歷史联盟标志

背景
正式成立

#### 内阁名单
2017年12月，洛佩斯·奥夫拉多尔提出了一份预想内阁名单：
- 内政部长：奥尔加·桑切斯·科尔德罗（英语：Olga Sánchez Cordero）
- 外交部长：埃克托尔·巴斯孔塞洛斯（英语：Héctor Vasconcelos）
- 经济部长：卡洛斯·曼努埃尔·乌尔苏亚·马西亚斯（英语：Carlos Manuel Urzúa Macías）
- 社会发展部长：玛丽亚·路易莎·阿尔沃雷斯（英语：Maria Luisa Albores）
- 环境部长：何塞法·冈萨雷斯-布兰科·奥尔蒂斯-梅纳（西班牙语：Josefa González-Blanco Ortiz-Mena）
- 能源部长：罗西奥·纳勒（西班牙语：Rocío Nahle）
- 经济部长：格拉谢拉·马克斯·科林（英语：Graciela Márquez Colín）
- 教育部长：埃斯特万·莫克特苏马·巴拉甘（西班牙语：Esteban Moctezuma Barragán）
- 农业部长：维克托·比利亚洛沃斯·阿兰布拉（西班牙语：Víctor Villalobos Arámbula）
- 交通部长：哈维尔·希门尼斯·埃斯普里乌（英语：Javier Jiménez Espriú）
- 行政部长：伊尔玛·埃伦迪拉·桑多瓦尔（英语：Irma Eréndira Sandoval）
- 健康部长：豪尔赫·阿尔科塞尔·巴雷拉（英语：Jorge Alcocer Varela）
- 劳工部长：路易莎·瑪麗亞·阿爾卡爾德·盧漢（英语：Luisa María Alcalde Luján）
- 城市发展部长：罗曼·梅耶尔·法尔孔（西班牙语：Román Meyer Falcón）
- 观光部长：米格尔·托鲁科·马克斯（英语：Miguel Torruco Marqués）
- 文化部长：亚历杭德拉·弗劳斯托·格雷罗（英语：Alejandra Frausto Guerrero）

替换
2018年6月5日有消息传出拟定的外交部长将会被换为马塞洛·埃布拉德，因为埃克托尔·巴斯孔塞洛斯投入了参议院的选战之中。

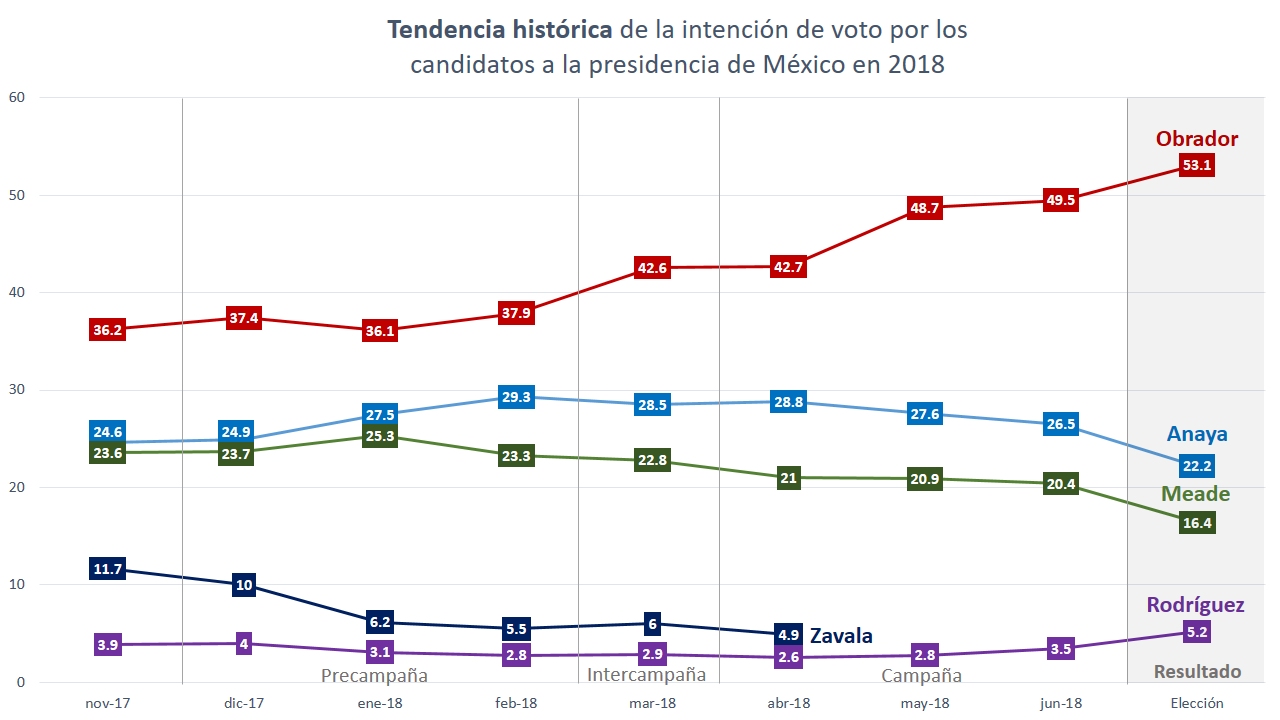
民意調查趨勢

### 政治立场

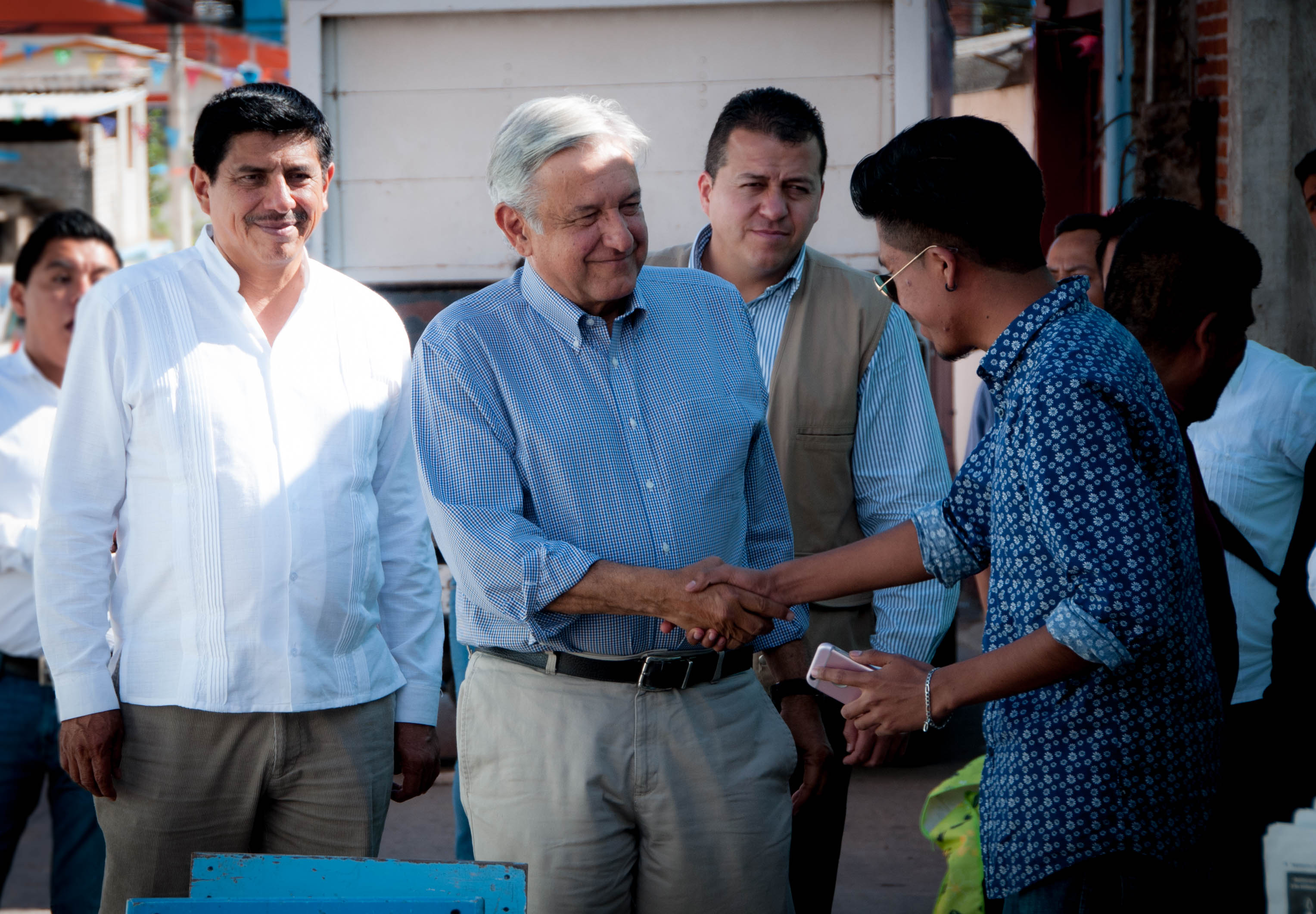
Salomón Jara Cruz（左） 与洛佩斯·奥夫拉多尔（中间者）于瓦哈卡州San Baltazar Chichicapam，摄于2016年5月

洛佩斯·奥夫拉多尔经常被描述为左翼和民粹主義者。但有人指他为了选战而放低了态度。然而在他的就职演说中，他大力批判新自由主義，称其为国家的“大灾难”，并保证会为墨西哥带来一场历史性的“改革”。

#### 国内政策
他承诺将取消新墨西哥城國際機場计划，将总统官邸洛斯皮诺斯转变为一个文化中心，扩展医疗服务，自由网络，保证出售总统专机，并表示许多问题会由公民投票来决定，其中也包括了他的“期中测试”--2021年墨西哥中期选举。一旦失败，他的任期将会由6年减少为3年。他承诺将会把内阁部门向各州迁移，而墨西哥国防部、墨西哥经济部则留在首都。

#### 外交政策
奥夫拉多尔谈及对美政策时，曾用“皮尼亚塔”（piñata）一詞，即西班牙语“彩罐”作比喻，拒绝任何国家随意敲打墨西哥。“我们将非常尊重美国政府，但同时要求美国尊重墨西哥人，墨西哥及其人民不做任何外国政府的‘皮尼亚塔’。”奥夫拉多尔当时表态“治安和社会问题无法靠修墙解决。”

### 选举结果

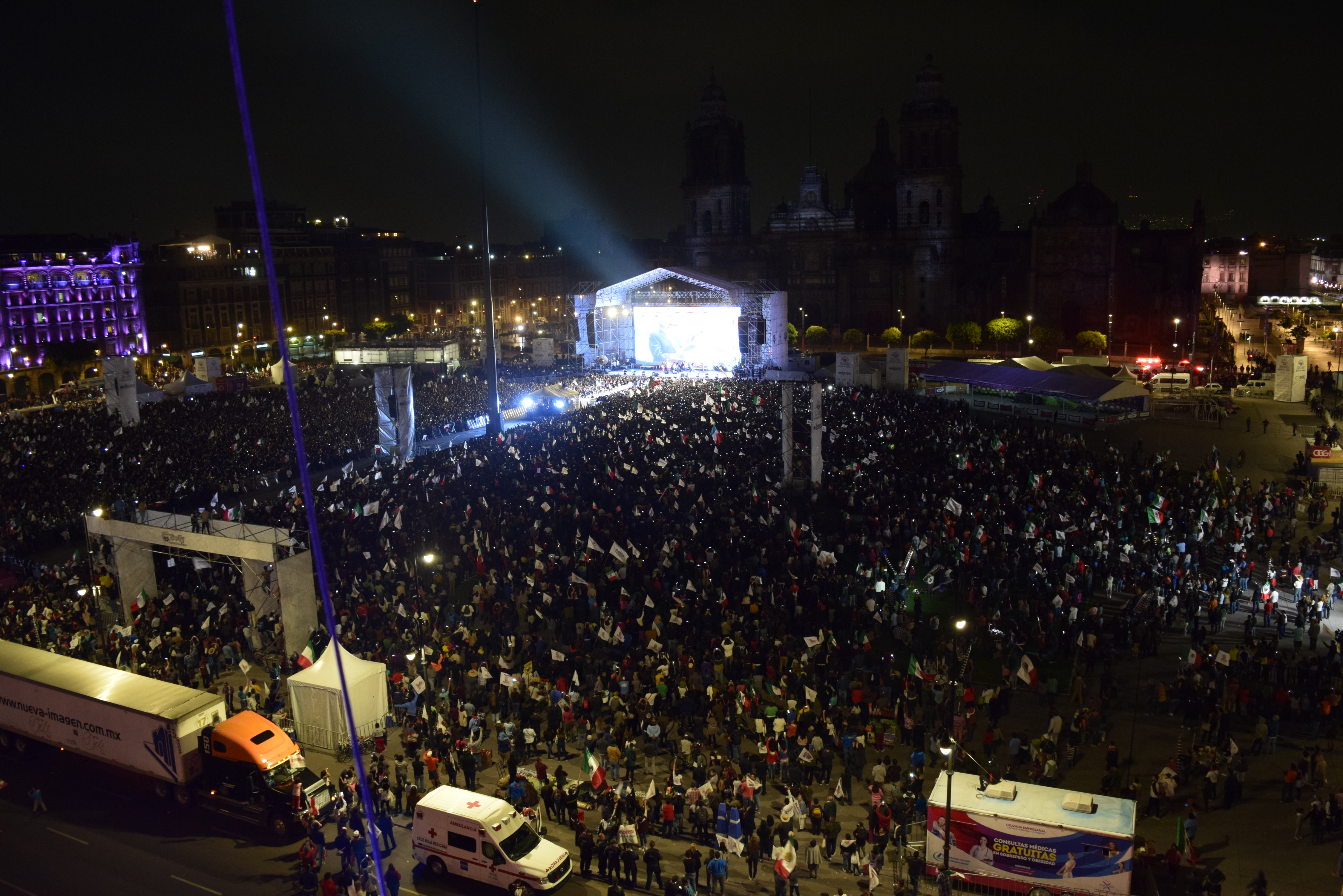
2018年7月1日，人們慶祝洛佩斯·奥夫拉多尔當選現場

大选於2018年7月1日结束，洛佩斯·奥夫拉多尔获得了超过半数的选票，取得了大胜，他在墨西哥32个州中的31个州中领先。
这是墨西哥自1988年大选以来第一次出现绝对多数得票率（50%+1）的总统选举。
在墨西哥西北部开票结束约30分钟后，何塞·安东尼奥·梅亚德在革命制度党党部召开记者会承认败选，并祝福洛佩斯·奥夫拉多尔。里卡多·阿纳亚也在开票结束一小时后承认败选，而无党籍参选人海梅·罗德里格斯·卡尔德龙也在之后承认了洛佩斯·奥夫拉多尔的胜选。
| 參選人                          | 參選人                   | 聯盟                   | 得票       | %     |
| ------------------------------- | ------------------------ | ---------------------- | ---------- | ----- |
|                                 | 洛佩斯·奥夫拉多尔        | 我們一起創造歷史       | 30,113,483 | 53.19 |
|                                 | 里卡多·阿纳亚            | 為了墨西哥向前         | 12,610,120 | 22.28 |
|                                 | 何塞·安东尼奥·梅亚德     | 所有人為了墨西哥       | 9,289,853  | 16.41 |
|                                 | 海梅·罗德里格斯·卡尔德龙 | 無                     | 2,961,732  | 5.23  |
|                                 | 玛加丽塔·萨瓦拉          | 無                     | 32,743     | 0.06  |
|                                 | 手寫選票                 | 手寫選票               | 31,982     | 0.06  |
| 無效票／空白票                  | 無效票／空白票           | 無效票／空白票         | 1,571,114  | 2.78  |
| 總計                            | 總計                     | 總計                   | 56,611,027 | 100   |
| 已登記選民人數／投票率          | 已登記選民人數／投票率   | 已登記選民人數／投票率 | 89,994,039 | 63.43 |
| 來源：INE（页面存档备份，存于） |                          |                        |            |       |

| \| 得票 \| 得票 \| 得票 \| 得票 \| 得票 \| \| ------------------------ \| ------------------------ \| ---- \| ------ \| ------ \| \| \| \| \| \| \| \| 洛佩斯·奥夫拉多尔 \| 洛佩斯·奥夫拉多尔 \| \| 53.19% \| 53.19% \| \| 里卡多·阿纳亚 \| 里卡多·阿纳亚 \| \| 22.28% \| 22.28% \| \| 何塞·安东尼奥·梅亚德 \| 何塞·安东尼奥·梅亚德 \| \| 16.41% \| 16.41% \| \| 海梅·罗德里格斯·卡尔德龙 \| 海梅·罗德里格斯·卡尔德龙 \| \| 5.23% \| 5.23% \| \| 玛加丽塔·萨瓦拉 \| 玛加丽塔·萨瓦拉 \| \| 0.06% \| 0.06% \| \| 其他 \| 其他 \| \| 0.06% \| 0.06% \| \| 废票 \| 废票 \| \| 2.78% \| 2.78% \| |                          |  |        |        |
| 得票 |                          |  |        |        |
| |                          |  |        |        |
| 洛佩斯·奥夫拉多尔 | 洛佩斯·奥夫拉多尔        |  | 53.19% | 53.19% |
| 里卡多·阿纳亚 | 里卡多·阿纳亚            |  | 22.28% | 22.28% |
| 何塞·安东尼奥·梅亚德 | 何塞·安东尼奥·梅亚德     |  | 16.41% | 16.41% |
| 海梅·罗德里格斯·卡尔德龙 | 海梅·罗德里格斯·卡尔德龙 |  | 5.23%  | 5.23%  |
| 玛加丽塔·萨瓦拉 | 玛加丽塔·萨瓦拉          |  | 0.06%  | 0.06%  |
| 其他 | 其他                     |  | 0.06%  | 0.06%  |
| 废票 | 废票                     |  | 2.78%  | 2.78%  |

## 总统任期

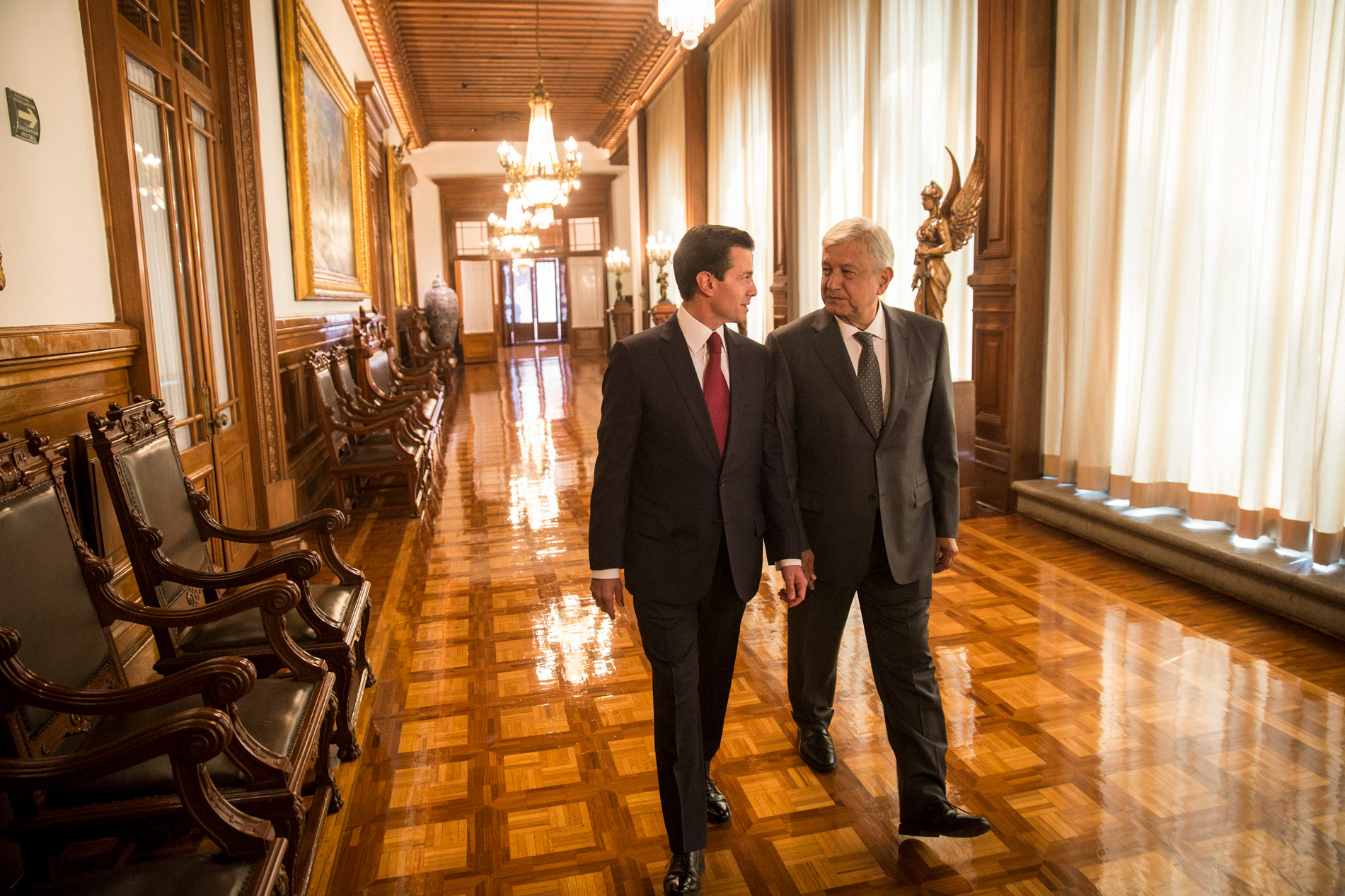
前总统培尼亞·涅托会见洛佩斯·奥夫拉多尔

他于2018年12月1日就任墨西哥总统，当时65岁的他是墨国历史上就任总统时最高龄者。
2018年12月，他建立了重新调查伊瓜拉学生失踪案的真相究明委员会。

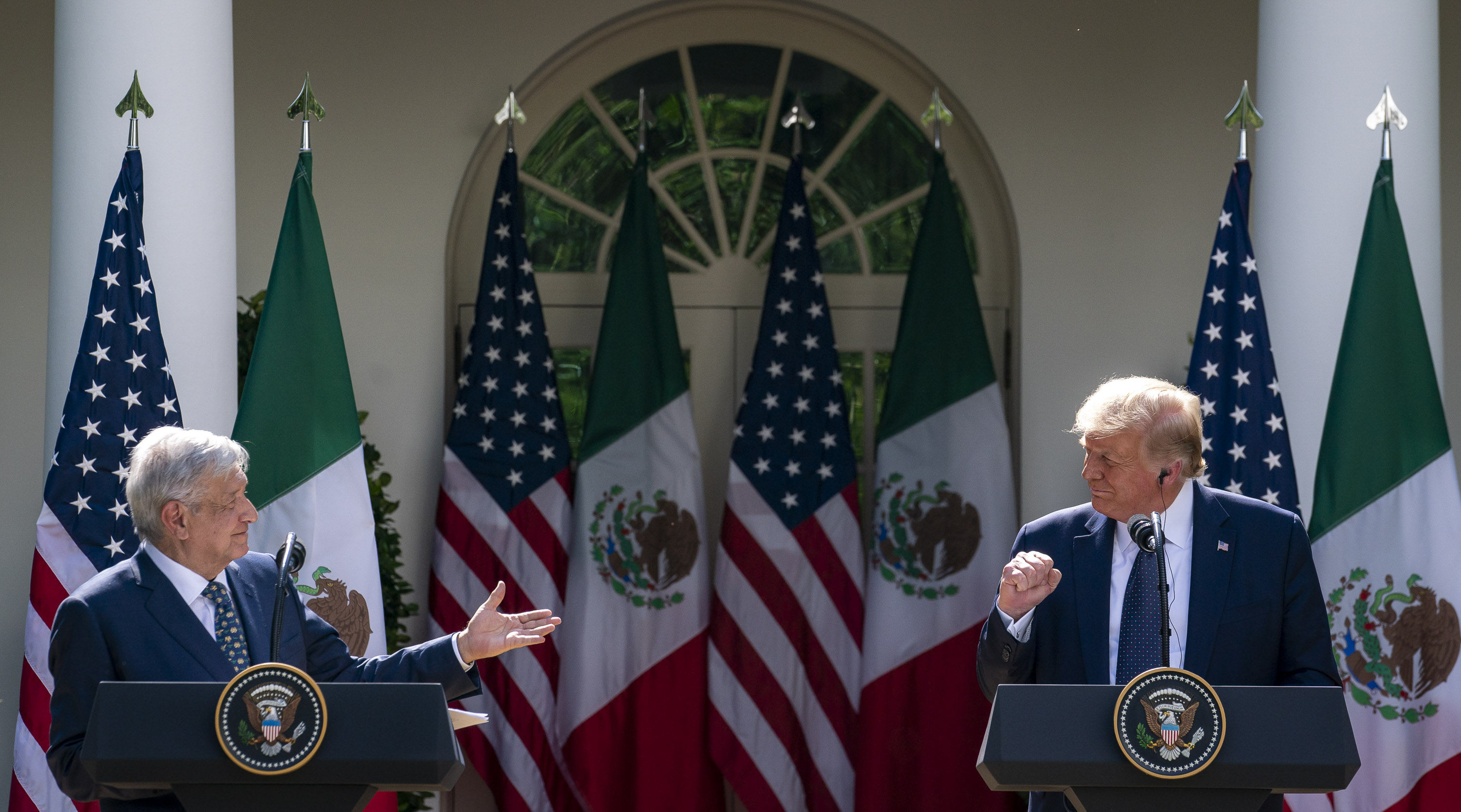
2020年7月8日洛佩斯·奥夫拉多尔在白宫与美国总统唐纳德·特朗普会面

当选总统后首次出访美国，和特朗普总统签署《美墨加協定》。并表示美墨边界墙是美国内政。
2019年1月至4月间，超过45000名难民和来自中部美洲的移民被驱逐出境。

## 个人信仰
曾有媒体指洛佩斯·奥夫拉多尔为新教教徒，但他本人於电视采访中否认，表示自己信仰罗马天主教。而在2018年5月，他表示：“当我被问到信仰什么宗教时，我说我是基督徒，因从这词的广泛意义上来看，基督便是爱，而正义即是爱。”
洛佩斯·奥夫拉多尔常因他不留情面地批评墨西哥机构而为人所知并受到批评。例如民主派机构便批评他是个地下共产党，或指控他活跃於玻利瓦革命。
他经常批评商业精英与政治精英，称他们为“有力的黑手党”（la mafia del poder）。
他常宣布他将发动“第四次变革”（La Cuarta Transformación），这将是一场向和平的转变。前三次分别为独立、改革与革命。

## 荣誉

### 国内
- ：阿兹特克之鹰（英语：Order of the Aztec Eagle） （2018年12月1日）

## 出版物
- . Villahermosa, Tabasco: Universidad Juárez Autónoma de Tabasco. 1986. OCLC 21117234.
- . Villahermosa, Tabasco: Universidad Juárez Autónoma de Tabasco. 1988. OCLC 48297841.
- . Mexico City: Nuestro tiempo. 1990. OCLC 651573248.
- . Mexico City: Grijalbo. 1996. OCLC 906604879.
- . Mexico City: Grijalbo. 1999. OCLC 654341802.
- . Mexico City: Grijalbo. 2004. ISBN 9685956979.
- . Mexico City: Grijalbo. 2005. ISBN 9685957908.
- . Mexico City: Grijalbo. 2007. ISBN 9789707802155.
- . Mexico City: Grijalbo. 2008. ISBN 9789708105651.
- . Mexico City: Grijalbo Mondadori. 2010. ISBN 9786073100694.
- . Mexico City: Grijalbo. 2012. ISBN 9786073113434.
- . Mexico City: Grijalbo. 2014. ISBN 9786073123129.
- . Mexico City: Planeta mexicana. 2015. ISBN 9786070728211.
- . México: Planeta. 2016. ISBN 9786070733314.
- . Mexico City: Planeta. 2017. ISBN 9786070738739.
- . Planeta. 2017. ISBN 9786070742644.

## 相关书籍
- . 2018. ISBN 9781717968067.